# Revenge (Cro-Mags)
Revenge è il quinto album in studio del gruppo hardcore statunitense Cro-Mags, pubblicato nel 2000.

## Tracce
1. Premeditated – 2:22
2. Jones – 1:50
3. Can You Feel? – 4:19
4. My Life – 2:59
5. Tore Up – 2:16
6. Without Her – 3:13
7. Pressure Drop – 2:41
8. Open Letter – 1:49
9. Don't Forget – 2:24
10. Steal My Crown – 2:26
11. These Streets – 2:21
12. Fireburn – 2:30